# Classe Sierra
Sierra I ou projet 945 est une classe de sous-marin soviétique qui est le successeur du classe Alfa.

## Sierra I
Le premier sous-marin de la classe Sierra I (Projet 945 Барракуда/Barrakuda) est construit au chantier naval de Gorki.
- B-239 Karp : entré en service en 1987 sous le nom de K-239 Karp, renuméroté B-239 en 1993.
- B-276 Kostroma :entré en service en 1987 sous le nom de K-276 Krab, renuméroté B-276 en 1993, renommé Kostroma en 1996.

## Sierra II
Les sous-marins de classe Sierra II (Projet 945A Кондор/Kondor) sont plus larges.
Sous-marins de cette classe :
- B-336 Pskov, lancé en 1993
- B-534 Nijni Novgorod, lancé en décembre 1990

## Sierra III (provisoire)
Le Sierra III (Projet 945AB Mars) fut un projet commencé en 1990, mais abandonné en 1993.

## Description
Cette classe est équipée d'une capsule éjectable.